# 触手少女
『触手少女』（しょくしゅしょうじょ）は、同人サークルクレージュAが開発、2007年4月25日に発売したWindows向け18禁アニメーションビジュアルノベルである。

## 概要
ひたすらエロく動くアニメーションを取り入れたビジュアルが特徴のビジュアルノベル「なめらかアニメーションノベル」の第3弾にあたる。さ〜くるクレージュによるジャンル説明は「汁濁触手アニメーションノベルゲーム」である。その名にふさわしく、ゲーム全体で非常に汁っ気の多いゲームである。原画は、ぼっしぃが担当している。
本ゲームはストーリーと呼べるほどのボリュームがなく、選択肢によってプレイする行為やエンディングが変化するのみで、シナリオ自体に分岐点は存在しない。また、主な登場人物である少女とまゆ以外でセリフのある人物は全員死ぬという、残虐な展開となっている。ゲームエンジンには吉里吉里を使用している。
本作は、DLsite.comの同人部門において累計ダウンロード数8,000以上、5冠の記録作品となっており、サークルの代表作と言える。また、本作の高評価を受けて、イベント会場での少数販売であったビジュアルアートファンブックが2009年4月よりダウンロード販売しているほか、同人作品の移植を多く手がけているAMBER（メーカーKT Factoryのレーベル）によって、DVD-PG版がAMBERから2009年5月8日に発売、UMG-PG版が2010年8月9日に発売されている。

## ストーリー
父は死別、母は遅くまで働いているため、常に孤独を感じる主人公浅田まゆ。そんな彼女が学校から下校の際に少女と出会うことから物語は動き出す。
暗い道端に全裸で倒れていた少女を放っておく事もできず、なし崩し的に自宅に迎え入れる事となる。当初は服を着せたり、お姉ちゃんと呼ばれて、まるで妹ができたかのようにはしゃいでいた。
その少女が、繁殖のために苗床をさがしている「触手少女」であるとも知らず。
それからまゆは、ひたすら少女の触手に弄ばれる。

## 登場人物
浅田まゆ
声：青川ナガレ
本ゲームの主人公およびヒロイン。普段は強気に振舞っており、クラスでも委員長を務める優等生。だが家族との交流は少なく、常に寂しさを抱えている。その彼女の強がりが、その寂しさに拍車をかける結果となっている。そのため、頼まれた事は断れないタイプ。少女との出会いでも、常に心の中にある寂しさが彼女を招き入れる結果となっている。
この年頃の少女としては比較的成熟した肉体を持っている。性的なものに興味があるわけではなかったが、少女と行為を重ねるにつれ、徐々に体は少女の触手を受け入れ始める。最後まで少女の行為に対して抵抗は持っていたようだが、精神的・肉体的に追い込まれると興奮するマゾ気質の持ち主である。
触手少女
声：安堂りゅう
宇宙から宇宙船とおぼしき円盤に乗って地球へきた地球外生命体のうちの一体。名前は特にない。喋ることが出来ないがテレパシーで意思疎通を行う。まゆとは自宅の近所で遭遇し、まゆに保護される。明るく無邪気自分の好きな事は相手も好きであると信じて疑わない性格をしている。ただし、まゆと遭遇した直後に生殖行為にはおよばず、地球における言語（日本語）を理解したうえでまゆを襲うなど、慎重さもある。
まゆの母
仕事で常に家を空けており、まゆが床に着いた後に帰宅し、朝起きたときには既に家にはいない。比較的豪華なマンションに居住しており、まゆに対しても金銭面で不自由させていないため、金のためというよりは、仕事に没頭しているだけなようである。まゆからは冷淡で子供に興味のない母親であるように思われている。触手少女と同じ屋根の下にいながら苗床に選ばれなかった。
南極調査隊
南極で初めて少女の乗ってきた宇宙船を発見する。劇中では明らかになっていないが、おそらく隊員のうちのひとりによる「おっちょこちょい」で全員死亡する。また、必ず死亡フラグを自ら立ててから死ぬのが特徴である。
まゆの子供
まゆと少女の子供として卵から孵った触手少女の幼生。誕生直後にまゆを襲い、養分である「腸液」「愛液」「母乳」を摂取する。

## 触手少女の生態
非常に高度な科学レベルを誇り、自前の宇宙船を使って「家族」単位で星間航行を繰り返している。目的は惑星の制圧ではなくあくまで繁殖である。また、最終目標を達成した場合は母星へ帰還するため、彼らが行っているのは移民ではなく遠征である。
幼生
触手少女が苗床に植えつけた卵から孵化したばかりの姿。イモムシのような体に、大きな瞳を2つ持ち、体の先端から触手が3本生えている。瞳は成体と同様に左右の色が違う「オッドアイ」であり、既に触手を自在に扱うことができる。その触手で母体を激しく責め立て、「腸液」「愛液」「母乳」を養分として摂取し、その行為を通じて幼生は生殖活動を覚える。
成体
外見上は人類の少女に酷似しているが、オッドアイである。更に体のあらゆる部分をグロテスクな触手に変化させ、自らの意思によって器用に操ることが可能。人類同様、口や耳があるが、コミュニケーションは主にテレパシーを用いる。
地球においては、主に人類の雌をターゲットに活動しているため「雄」として行動しているが、ターゲットに雄の素質がある場合は、雄の象徴を植え付け、自身を雌として生殖することも可能である。
少女は自身の種族に雄は存在しないと語っているため、生物学的には雌である可能性が高い。人類の雄は、少女にとっての「餌」となっている可能性がある。
生殖活動
苗床候補と成り得るのはその惑星の雌で、苗床として精神・肉体的に作り変える必要があり、それに適応する必要がある。逆に、雌を雄に見立てた繁殖も可能であるが、ターゲットとなる雌に雄としての才能が必要である。また、生粋の雄は対象外である。
交尾
精神面、肉体面での作り変え行為を触手少女は「交尾」と呼ぶが、この行為に生殖活動は伴わず、妊娠（着床）するようなことはない。少女の言う交尾とは、苗床の体を卵の孵化に適応させるためであり、本来の交尾とは意味が異なる。
交尾は、主に少女から生える触手を、苗床の性器や肛門に挿入し、苗床や少女の快感が高まった頃合に射精することで進行する。少女の触手からは大量の粘液が分泌されているため、苗床が処女である場合でも、スムーズに進入することが可能である。ただし、破瓜の痛みや出血は伴う。交尾が進行すると、苗床は交尾により大きな多幸感を感じるようになり、愛液が溢れやすくなる。また、乳房からは母乳が分泌するようにもなる。最終的には体中の穴で触手の快感を得ることができ、少女の卵を受け入れ、孵化させることの可能な体が出来上がる。
交尾のパターン
一時的とはいえ、少女にとって苗床は大切なパートナーになりえるため、精神面、肉体面でのケアを怠らないが、苗床によっては外来種である少女に対して抵抗や敵意を感じている場合もある。そういった場合には、苗床としての適応を性急にはせず、さまざまな交尾を通して抵抗や敵意を緩和することから開始する。少女や苗床は交尾によって大きな快感を得るため、少女は苗床自身のオーガズムを重視し、なるべく大きな快楽を与えられるよう努める。ただし、少女自身も交尾を楽しんでおり、時には苗床に注入すべき液体を苗床に浴びせ、征服感に浸ることがある。
肉体の作り変え
基本的には苗床の性器に触手を挿入し、出し入れを繰り返し苗床の快感を高める。また、少女自身の性感が高まったタイミングで触手より精液に似た大量の液体を性器に注入するが、これは苗床の体を順応させるための液体であるため、妊娠することはない。膨大な量の液体を注ぐため、苗床の膣および子宮は激しく拡張される。ただし、体内に吸収されるものはわずかであるため、ほとんどが体外へこぼれてしまう。また、少女は苗床に対する征服感を味わうため、敢えて苗床の全身に浴びせる事がある。
感度の向上
苗床の体を作り変えやすくするため、しばしば少女は苗床に対して、自らの体液を飲ませることがある。これを経口摂取することで、苗床の体は交尾を求め、交尾した際の性感も大きくなる。
栄養素の注入
少女は、苗床との交尾を通して苗床の栄養バランスを把握することができる。苗床の身体に栄養バランスが整っていないと判断された場合、少女は、苗床の肛門より触手を挿入し、豊富な栄養を含む液体を注入する。肛門ほかの行為同様に、少女自身もその行為に対して快感を得るため、時には興奮しすぎて体外射精してしまう場合もある。その場合は当然だが栄養素を摂取することはできない。
快楽のみの交尾
少女は、基本的に苗床の性器に触手を挿入するが、場合によっては挿入せず、振動を与える触手を苗床の性器にあて、オーガズムを促すことがある。
産卵
少女の肉体順応化が完了すると、いよいよ産卵が始まる。少女が生み出した卵をターゲットの膣に植え込み、孵化を待つ。基本的に、少女の生殖活動はここまでであり、後は母たるターゲットがその子供を育てる。ただし、少女によってターゲットが「はなよめ」として認定された場合、少女に卵を植え付けられることはなく、少女の惑星へ招待され、少女の「家族」によって無限の触手地獄を味わうこととなる。
地球上における目的
少女たちが地球上で活動する目的は、生殖活動のための苗床探しである。苗床とは、厳密には「種（たね）」を卵（あるいは胎児）に育てるためのものであるため、地球上の定義とは若干異なる。
人類の雌から、苗床になりえる人材を探し、自身の子孫を繁殖させる。ただし、自身が気に入った雌を発見した際には「はなよめ」として迎え入れ、以後自身の惑星に帰り、苗床探しも終わりを告げる。このことから、少女たちが星間移動する真の目的は、この「はなよめさがし」であるとされる。